# Gonpo Dorjee
Gonpo Dorjee aussi appelé Gonpo Dorje tibétain : མགོན་པོ་རྡོ་རྗེ, Wylie : mgon po rdo rje (5 janvier 1935 -26 avril 2016 Inde) est un membre du Parlement tibétain en exil y représentant de la province de U-Tsang en 1972. Il démissionna et rentra à Darjeeling deux ans plus tard  pour raison de santé. Il y travailla au Tibetan Freedom Press (Bhodmei Rawang) jusqu'en 1992.
Il est l'auteur d'un livre sur l'histoire du Tibet en deux volumes  intitulé The Old and New Century of Tibet et publié le 29 avril 2016 par la Bibliothèque des archives et des œuvres tibétaines, ce qui fut annoncé par le premier ministre tibétain Lobsang Sangay.
Mort le 26 avril 2016, il resta 2 jours en l'état méditatif post-mortem de tukdam.